# جنرال الکتریک جی‌ئی۳۶
جنرال الکتریک جی‌ئی۳۶ (به انگلیسی: General Electric GE36) یک موتور هواگرد ساختِ کارخانهٔ جی‌ئی اوییشن در کشور ایالات متحده آمریکا است.